# ازجیسواف کشیشکوویاک
ازجیسواف کشیشکوویاک (لهستانی: Zdzisław Krzyszkowiak; زاده ۳ اوت ۱۹۲۹ - درگذشت ۲۳ مارس ۲۰۰۳) دونده دو نیمه‌استقامت اهل لهستان بود.
وی در مسابقات کشوری و بین‌المللی در مجموع برندهٔ ۳ مدال طلا شده‌است.